# Густина
Густина је по дефиницији однос масе и запремине неког тела.
{\displaystyle {\rho }={m \over V}}
У овој формули {\displaystyle {\rho }} (ро) означава густину, m означава масу тела, а V његову запремину. Димензије густине су М L-3 a SI јединица: килограм по кубном метру - kg/m³).
Густине елемената и чистих једињења су карактеристичне константе али пошто зависе од температуре, саопштавају се заједно са температуром на којој су одређене.
На густину неке материје утиче састав, температура, агрегатно стање, алотропски облик, електрично поље итд. Један од првих задатака физичке хемије је био да на основу мерења макроскопских особина материје докучи нешто о њеној микроскопској грађи. У том погледу густина је од огромног значаја јер су на основу мерења густине и индекса преламања или диелектричне константе израчунавала молекулска рефракција а на основу ње, димензије молекула. 
Занимљиво је да су за мерење густине гасовитог азота године 1904. Нобелове награде добили Вилијем Ремзи за хемију и Лорд Рејли за физику. Наиме, из веома мале разлике у густинама азота из ваздуха и хемијски добијеног азота они су закључили да у ваздуху поред азота постоји још неки гас и тако су пронашли аргон. То је суштина физичке хемије - мерити нешто обично и из тога пронаћи нешто необично.

## Густина чврстих тела у (kg/m³) на 20°C
| Тело                          | у kg/m³   | Тело                   | у kg/m³     |
| Алуминијум                    | 2720      | Магнезијум             | 1740        |
| Антимон                       | 6685      | Манган                 | 7400        |
| Арсен                         | 5776      | Бакар (електролитни)   | 8933        |
| Азбест                        | 2000-2800 | група минерала-мика    | 2600-3200   |
| Бакелит                       | 1340      | Миканит                | 1900-2600   |
| Баријум                       | 3600      | Молибден               | 10200       |
| Берилијум                     | 2690-2700 | Легура бакра са цинком | 8400-8700   |
| Бор (хемијски елемент)        | 3300      | Нафталин               | 1150        |
| Бетон                         | 1800-2400 | Никл                   | 8350-8900   |
| Бизмут                        | 9807      | Никелин                | 8600-8850   |
| Бронза                        | 8800-8900 | Ново сребро            | 8400-8700   |
| Целулоза                      | 1380      | Најлон                 | 1140        |
| Хром                          | 6920      | Олово                  | 11300-11400 |
| Хромоникелин                  | 8200-8370 | Парафин                | 870-910     |
| Опека                         | 1400-2200 | Песак (сув)            | 1550-1800   |
| Калај (бели)                  | 7200-7400 | Платина                | 21300-21500 |
| Цинк                          | 7130-7200 | Плексиглас             | 1180-1200   |
| Дрво                          | 800       | Порцелан               | 2300-2500   |
| - храст                       | 600-900   | Калијум                | 870         |
| - липа                        | 400-600   | Шалитра                | 2260        |
| Дуралуминијум                 | 2800      | Сумпор моноклитни      | 1960        |
| Ебонит                        | 1100-1300 | Сумпор ромбоидан       | 2067        |
| Електрон (легура магнезијума) | 1740-1840 | Кожа (сува)            | 860         |
| Фосфор бели                   | 1830      | Натријум               | 980         |
| Гипс                          | 2310-2330 | Сребро                 | 10500       |
| Глина (сува)                  | 1500-1800 | Челик                  | 7500-7900   |
| Графит                        | 2300-2720 | нерђајући челик        | 7860        |
| Гума                          | 1100-1190 | Топљени челик          | 7840        |
| Палаквијум                    | 960-990   | Снег                   | 125         |
| Инвар                         | 8000      | Стакло обично          | 2400-2800   |
| Иридијум                      | 22400     | Кварцно стакло         | 2900        |
| Кадмијум                      | 8640      | Масти                  | 920-940     |
| Пампур                        | 220-260   | Тантал                 | 16600       |
| Креда                         | 1800-2600 | Дрвени угаљ            | 300-600     |
| Кобалт                        | 8900      | Волфрам                | 19100       |
| Силицијум                     | 2329,6    | Восак                  | 950-980     |
| Кварц                         | 2500-2800 | Злато                  | 19282       |
| Игелит                        | 1350      | Гвожђе чисто (α)       | 7875        |
| Лед на 0 °C                   | 880-920   | Гвожђе (сиво)          | 800-7250    |

## Густина течности у (kg/m³) на 22°C
За одређивање густине течности може се користити инструмент ареометар.
- ацетон - 790
- етилалкохол - 790
- метилалкохол - 790
- бензен - 880
- бензин - 700
- етилни етар - 716
- крв (људска) - 1050
- азотна киселина - 1410
- сирћетна киселина - 1050
- сумпорна киселина - 1840
- сона киселина - 1190
- нафта - 810
- маслиново уље - 920
- рицинусово уље - 950
- жива - 13546
- толуен - 870
- вода - 998

## Густинагасовау (kg/m³) на 20°C
- етин - 1,17
- амонијак - 0,76
- аргон - 1,780
- азот - 1,25
- бутан - 2,703
- хлор - 3,21
- хлороводоник - 1,64
- деутеријум - 0,188
- азот диоксид - 2,05
- сумпор диоксид - 2,83
- угљен-диоксид - 1,96
- етан - 1,32
- флуор - 1,69
- хелијум - 0,178
- метан - 0,71
- ваздух - 1,29
- пропан - 2,019
- сумпорводоник - 1,529
- кисеоник - 1,43
- угљен-моноксид - 1,25
- водоник - 0,0898

## Историја
У познатој, али вероватно апокрифној причи, Архимед је добио задатак да утврди да ли је златар краља Хијера проневерио злато током израде златног венца посвећеног боговима и заменио га другом, јефтинијом легуром. Архимед је знао да се венац неправилног облика може смрскати у коцку чија се запремина може лако израчунати и упоредити са масом; али цар то није одобравао. Збуњен, Архимед се наводно окупао у купатилу и уочио да се из пораста нивоа воде након урањања може израчунати запремина златног венца кроз истискивања воде. Након овог открића, он скочио из купатила и наг трчао улицама вичући: „Еурека! Еурека!” (Εύρηκα! на грчком значи „пронашао сам“). Као резултат тога, термин „еурека” је ушао у уобичајени говор и данас се користи да означи тренутак просветљења.
Ова прича се први пут појавила у писаној форми у Витрувијевим Књигама о архитектури, два века након што се наводно одиграла. Неки научници су сумњали у тачност ове приче, рекавши између осталог да би метода захтевала прецизна мерења која би у то време било тешко извршити.